# Kelley Hurley
Kelley Anne Hurley (Houston, 4 aprile 1988) è una schermitrice statunitense, specializzata nella spada.
È la sorella della schermitrice Courtney Hurley.

## Palmarès
In carriera ha conseguito i seguenti risultati:
- Olimpiadi

Londra 2012: bronzo nella spada a squadre.
- Mondiali

Wuxi 2018: oro nella spada a squadre.
- Giochi panamericani

Santo Domingo 2003: argento nella spada a squadre.
Guadalajara 2011: oro nella spada a squadre ed individuale.
- Universiadi

Shenzen 2011: argento nella spada a squadre.
- Campionati panamericani:

2007: argento nella spada individuale.
2018: oro nella spada individuale.